# 松本記念音楽迎賓館

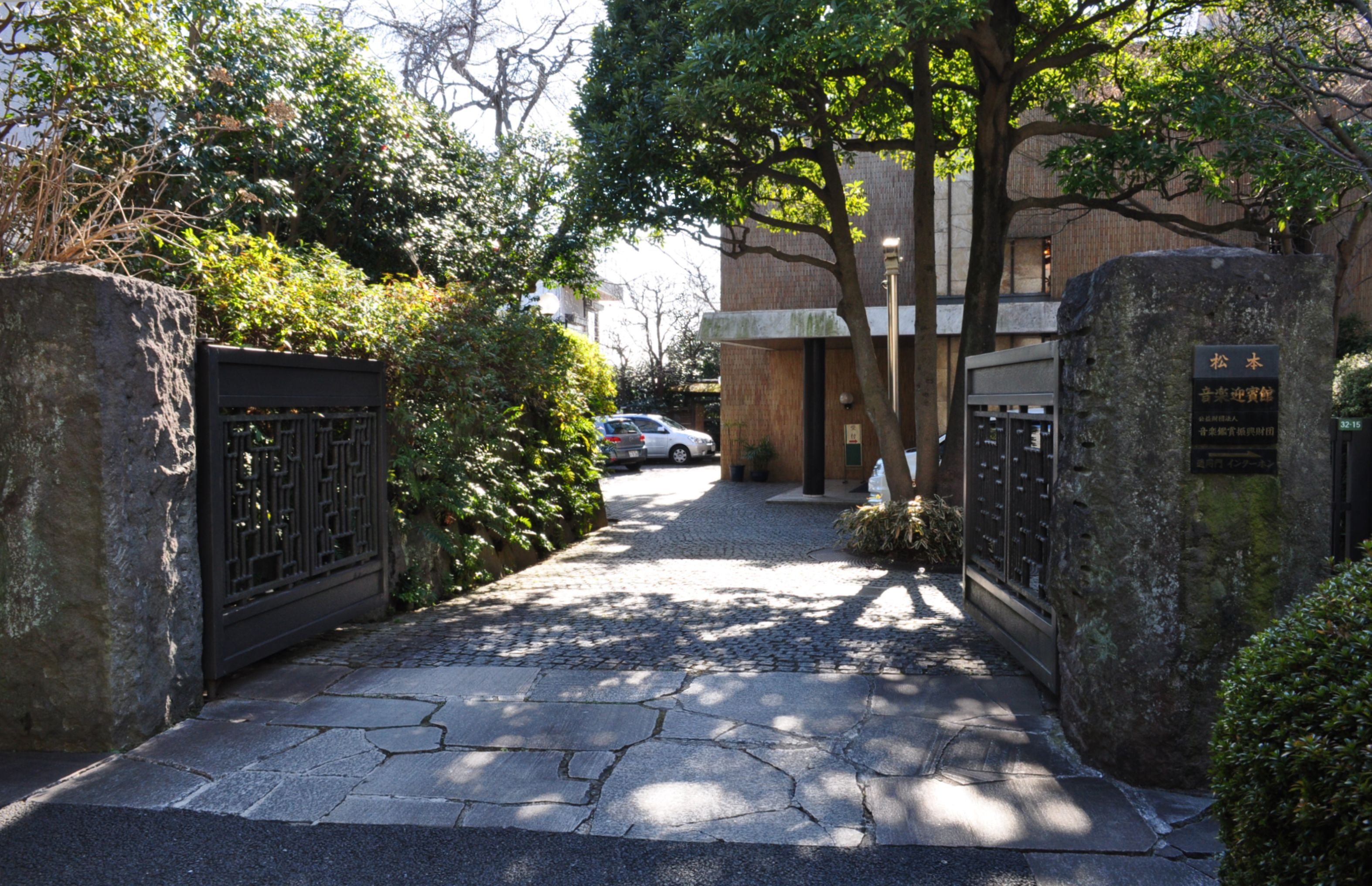
松本記念音楽迎賓館入口
（2014年1月11日撮影）

松本記念音楽迎賓館（まつもときねんおんがくげいひんかん）は、東京都世田谷区岡本二丁目32番15号（郵便番号157-0076）に所在する、1973年（昭和48年）建築された音楽教育の建造物である。

## 概要
松本記念音楽迎賓館は、パイオニア創業者であり、公益財団法人音楽鑑賞教育振興会の設立者の松本望・千代夫妻の居宅として建築された。2001年（平成13年）、夫妻の遺志を継いで、音楽教育の実践の場にと、一般にも利用できる記念館として開館した。 
松本望(まつもと のぞむ 1905（明治38年）- 1988年(昭和63年))は 、キリスト教の牧師の二男として神戸に生まれた。若い時、楽器の音色に興味を覚え、音楽の世界に進むことになる。ある時、アメリカ製のダイナミックスピーカーに出会い、魅了されたことがきっかけで、スピーカーの製作に没頭することになった。1928年（昭和3年）、谷山千代と結婚し、二男四女をもうけた。1937年（昭和12年）、ダイナミックスピーカーの開発に成功した。1938年（昭和13年）、福音商会電機製作所を創設、スピーカーの製造を始める。1941年（昭和16年）、有限会社に改組して社長となる。1947年（昭和22年）、福音電機に改組。1961年（昭和36年）、パイオニア株式会社に改称した。1985年（昭和60年）、セパレート型ステレオやレーザーディスクの開発、商品化に成功した。その後、30年以上にもわたって経営の先頭に立って事業を推進した。また、1967年（昭和42年）、パイオニア音楽鑑賞教育振興会（現・財団法人音楽鑑賞教育振興会）を創設、私財を投じて音楽教育全般の育成に力を注いだ。

## 沿革
- 1905年（明治38年） - 松本望、神戸に生まれる。
- 1928年（昭和3年） - 松本望、谷山千代と結婚。
- 1973年（昭和48年） - 松本望・千代夫妻邸として建築。
- 1967年（昭和42年） - パイオニア音楽鑑賞教育振興会を創設。
- 1988年（昭和63年） - 松本望死去。
- 2001年（平成13年） - 松本望・千代夫妻の遺志を継いで音楽教育施設として開館[1][2]。

## 施設概要
迎賓館
- 1階 - 玄関ホール、サロン、レセプションルーム、Cホール、展示室、事務室、管理室、厨房、車庫。
- 2階 - Aホール、Bホール、和室、会議室、楽器室、事務室、資料室。

茶室
- 希望亭 - 外国の来客を想定した立礼の茶室。
- 時雨庵 - 京都旧西園寺公別邸から移築された三畳台目茶室。

Aホールは、パイプオルガンを一般に開放し、各種楽器を貸出している。練習室、ミニコンサート、発表会などに利用できる。Cホールは、和室で三味線や和楽器の練習、演奏会などに利用できる。Bホールは、各種音響機器を備え、映画の試写会、ミニコンサートなどが行える。

## 施設利用
利用時間
- 土・日・祝日 - 午前10時~午後9時
- 平日 - 午後1時~午後9時

利用目的
- 関係者のイベント開催
- 演奏会・後援会の開催
- ファンクラブ

音楽会や各種催しのお知らせ
- 音楽迎賓館友の会

利用者を中心とした組織で、音楽情報の交換、音楽活動の応援、施設の利用促進を目的としている。特典として、施設利用費の減額、会員のリサイタルやコンサートなどが開催できる。
- ロケーション撮影

「大富豪の邸宅」という設定でテレビドラマの撮影が行われることがある。

## 楽器・AV機器
楽器
- パイプオルガン - シューマッハーオルガン（Schumacher Orgelbau ベルギー）
- チェンバロ - クラヴサン工房アダチ
- ピアノ - ベーゼンドルファー（Boesendorfer オーストリー）
- マリンバ - マッサー（Musser アメリカ合衆国）
- ヴィブラフォン - マッサー（Musser アメリカ合衆国）

AV機器
- サロン - 蓄音機、SPレコードプレーヤー、プリメインアンプ、スピーカー
- Bホール - LPレコード、DVDプレーヤー、CDレコーダー、レーザーディスク、FM／AMチューナー、カセットデッキ、プラズマディスプレイ、スピーカー、プリアンプ1、プリアンプ2、パワーアンプ[5]。

## 交通
鉄道
- 小田急小田原線 - 成城学園前駅 より路線バス利用。
- 東急田園都市線 - 二子玉川駅より路線バス利用。

路線バス
- 成城学園前駅 - 東急バス都立01「都立大学駅北口」行き乗車、停留所「岡本三丁目」下車徒歩5分。
- 二子玉川駅 - 東急コーチ玉31「成育医療センター」行き乗車、または、東急コーチ玉32「美術館」（循環）行き乗車、停留所「もみじが丘」または、停留所「岡本三丁目」下車徒歩5分。

## ギャラリー

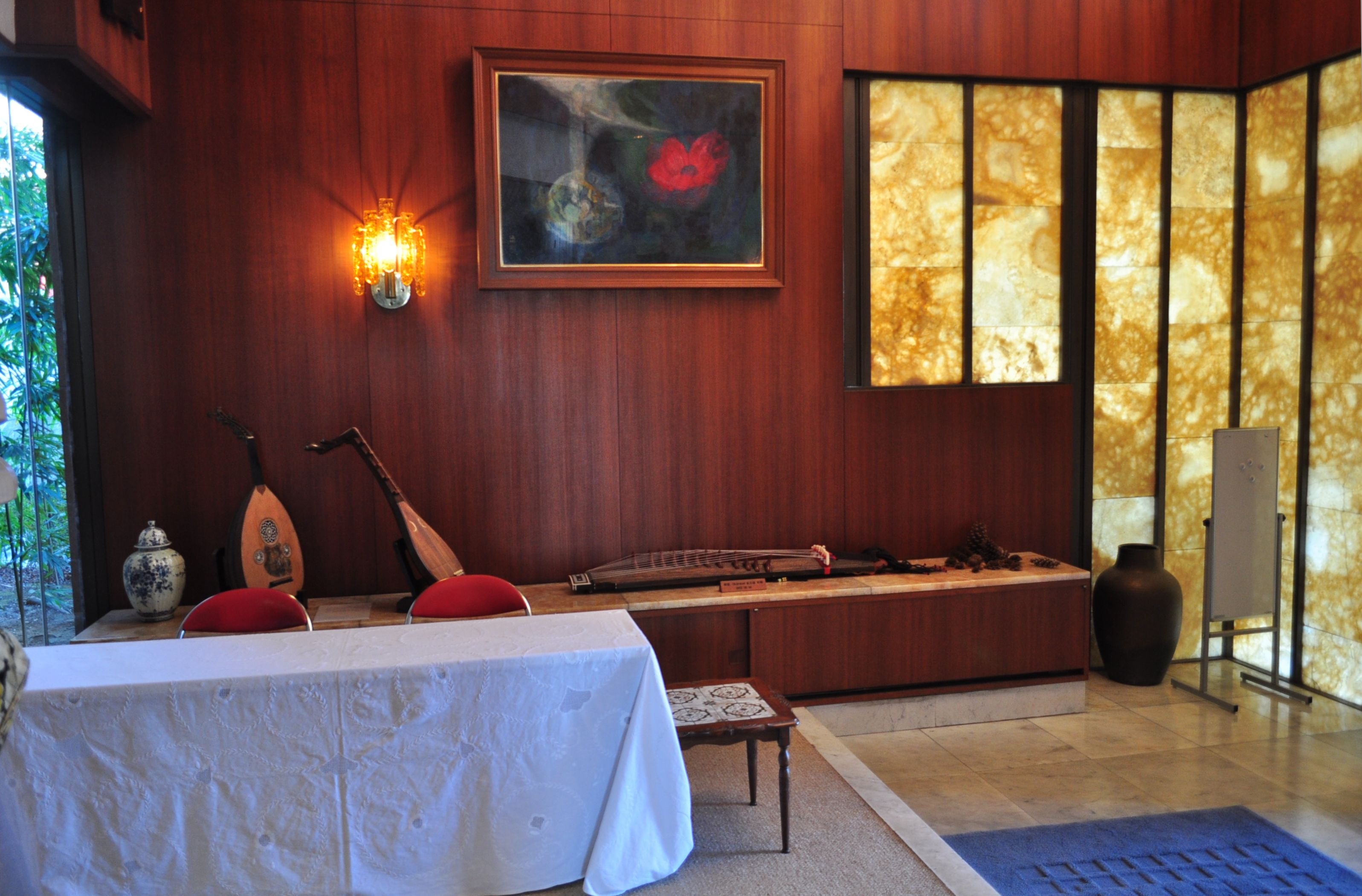
玄関ホール（2014年1月11日撮影）
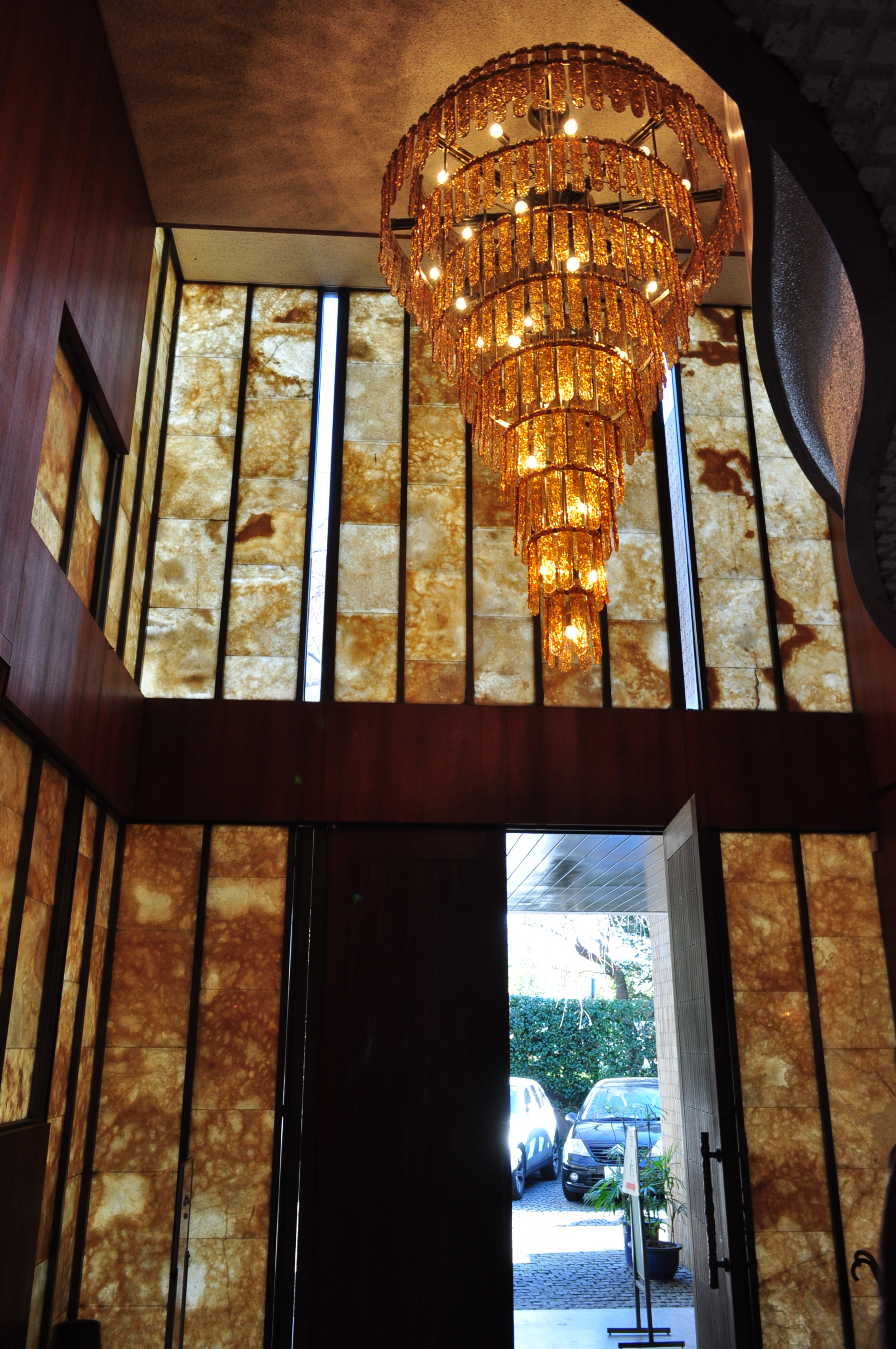
同左、シャンデリア（2014年1月11日撮影）
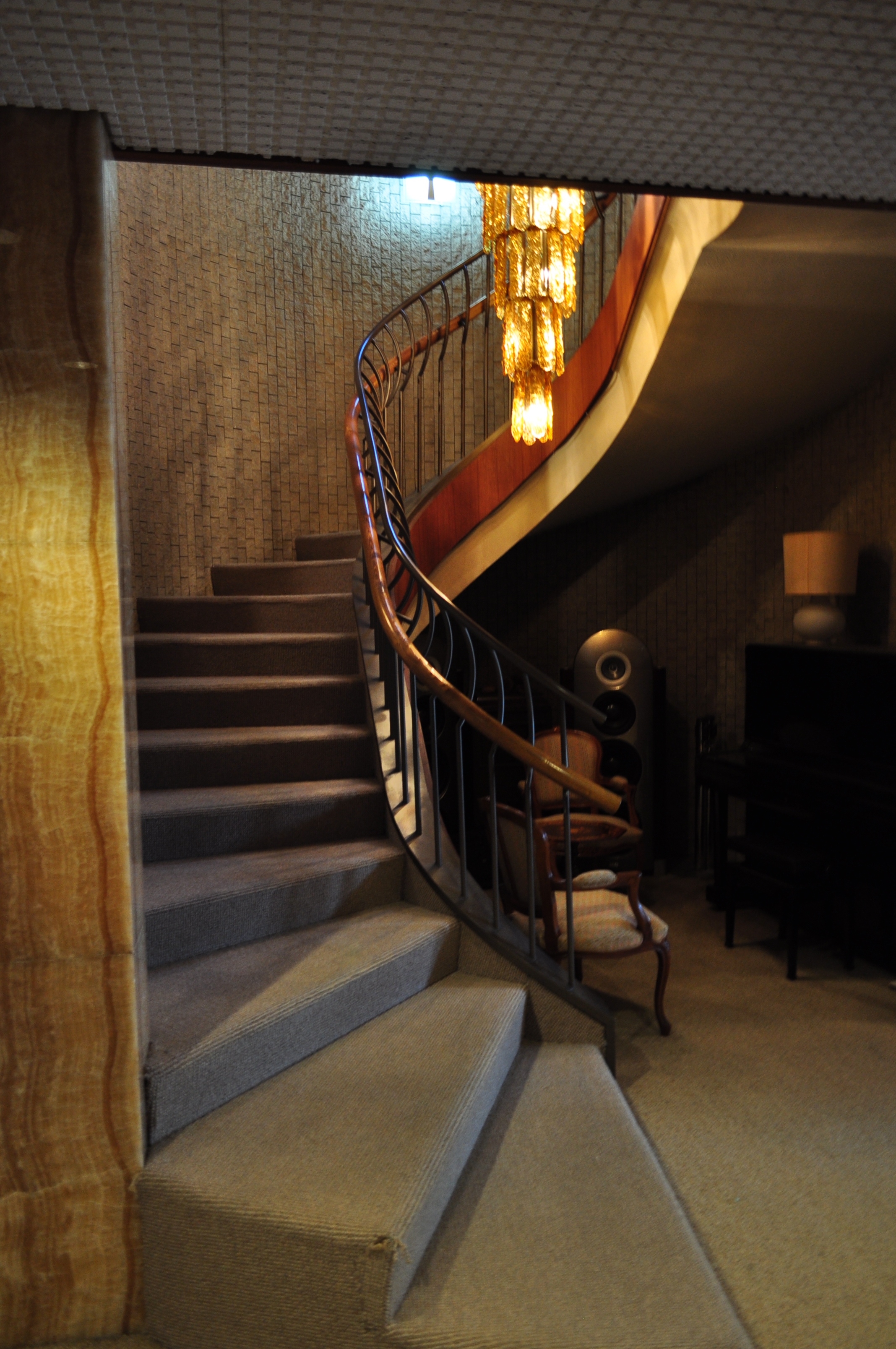
同左、階段（2014年1月11日撮影）
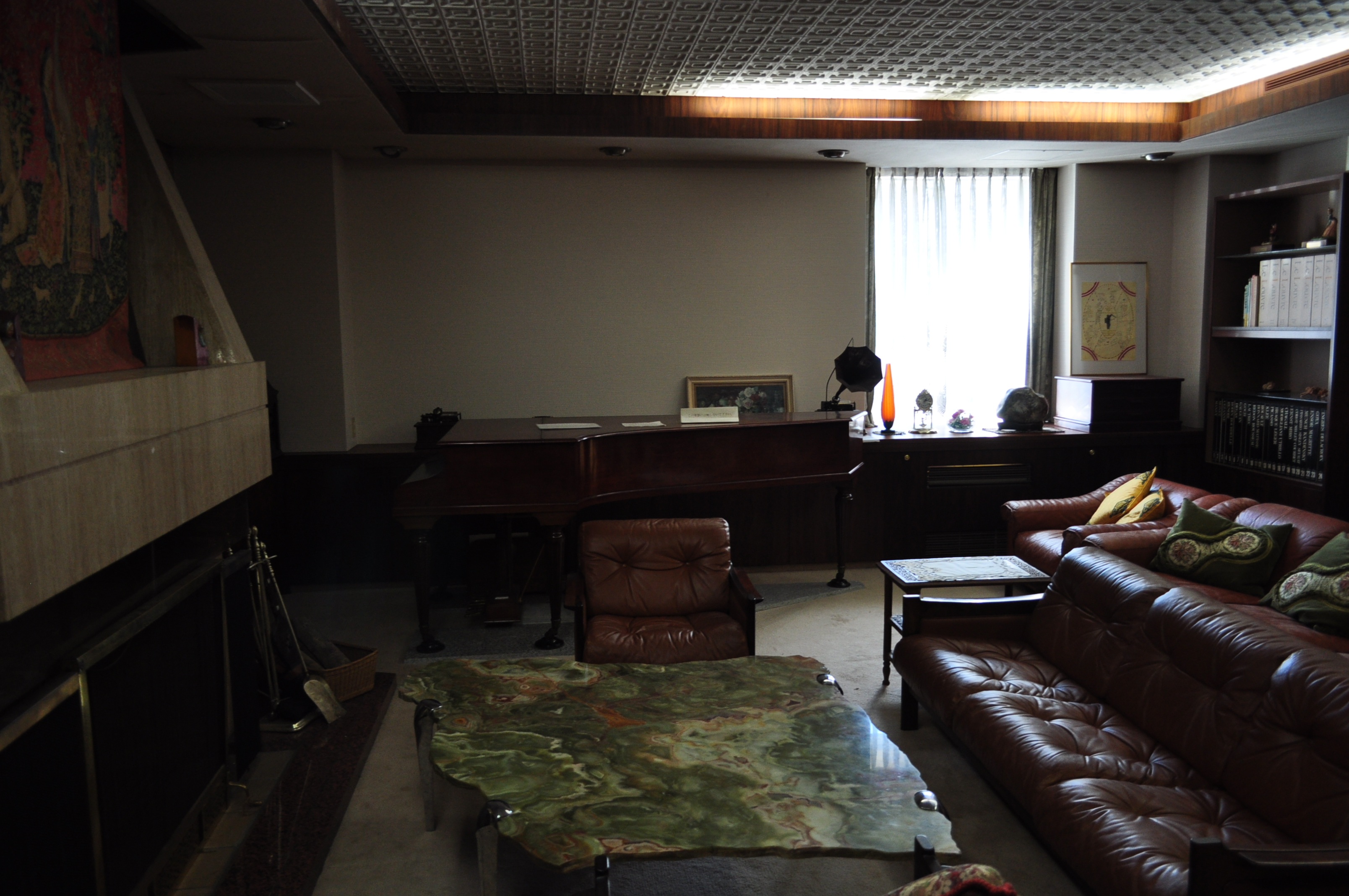
1階サロン（2014年1月11日撮影）
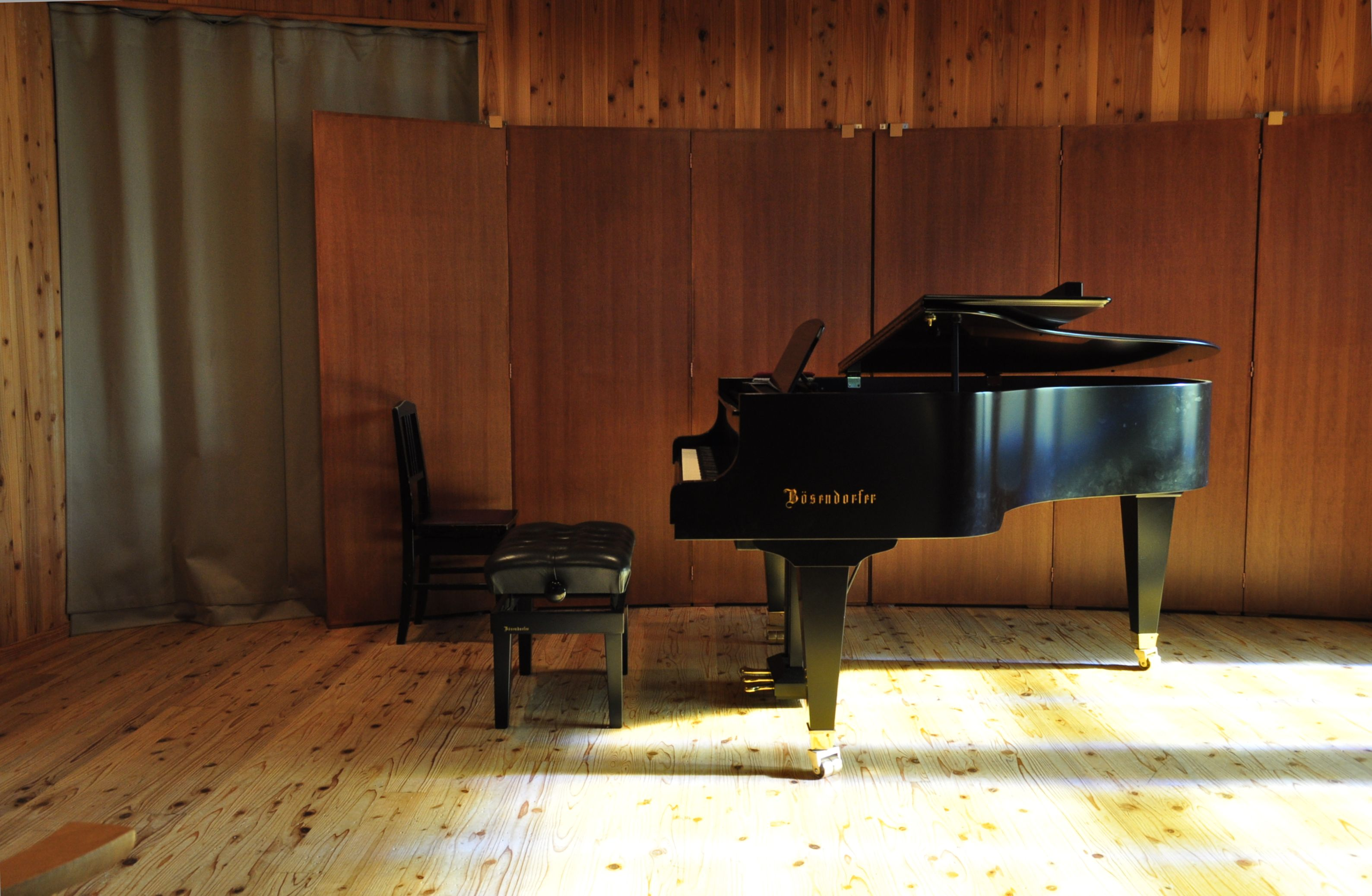
2階Bホール（2014年1月11日撮影）
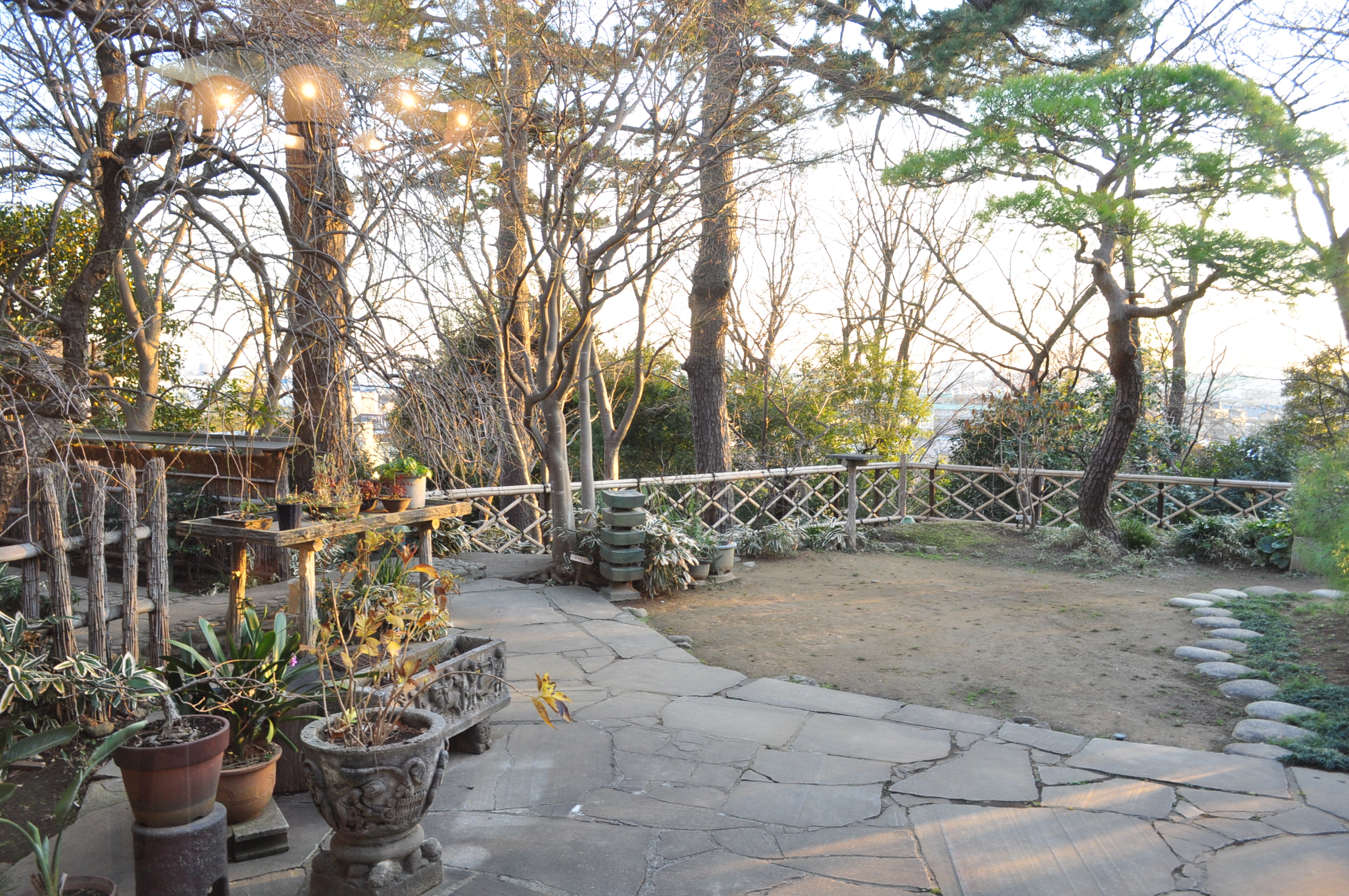
庭園（2014年1月11日撮影）